# Rudolf Kämpf
Rudolf Kämpf — мануфактура по производству фарфора (Чехия). Название получила от имени Рудольфа Кемпфа, заводчика из Грюнласа (ныне Лоучки), который стал совладельцем фарфоровой фабрики в 1911 году.

## История
15 июня 1907 года американец Бенджамин Франклин Хант из Бостона получил от администрации Грюнласа (ныне Лоучки) разрешение на строительство фарфорового завода. К этому моменту производство фарфора стало уже традиционным промыслом на территории современных Карловарского и Соколовского районов Чехии, богатых сырьём, необходимым для его изготовления, — в частности, каолином, — а также лесом. Заводская железнодорожная ветка должна была связать новую мануфактуру с линией Локет—Нове-Седло, обеспечивая удобный вывоз готовой продукции. Работы по строительству фабрики прервал кризис в США, в ходе которого фирма Benjamin F. Hunt and Sons объявила о банкротстве.
8 декабря 1909 года недостроенное здание фарфорового завода с прилегающей территорией было продано владельцам стекольного завода Сименса в Нове-Седло и Рудольфу Кемпфу — арендатору фарфорового завода в Яловом-Дворе. 25 сентября 1911 года было официально зарегистрировано партнёрское общество Porzellanfabrik Rudolf Kämpf GmbH, Grünlas (с декабря того же года — Rudolf Kämpf GmbH, Fabrikation und Vertrieb von Porzellanwaren und der dazu gehörigen Nebenprodukte, in Grünlas, рус. Рудольф Кемпф, производство и продажа фарфоровых изделий и аксессуаров, Лоучки). Товарным знаком стала корона с расположенными над ней инициалами RGK. Мануфактура начала работу с выпуска чашек, а после модернизации оборудования основой продукции стали полные столовые и кофейные сервизы.
После смерти Рудольфа Кемпфа в 1918 году руководство процветающей фирмой перешло к его сыну Гансу. К этому моменту 85 % продукции мануфактуры шло на экспорт, как в европейские страны (Австрию, Италию, Румынию, Польшу, Нидерланды), так и в США. Продукция экспортировалась даже в страны, где было своё фарфоровое производство — в том числе в Венгрию, Великобританию, Германию и Францию. К 1936 году годичное производство фабрики превысило 2 миллионов единиц.
По окончании Вторая мировая война фабрика была национализирована и включена в состав концерна Slavkovsky porcelan. С 1956 года Лоучковское производство стало частью государственного производственного объединения Karlovarsky porcelan. Дополнительные инвестиции в компанию повлёк за собой интерес, который продукция фабрики вызвала на Всемирной выставке в Монреале, после чего по уровню оснащения она становится одной из ведущих в Чехословакии. В это время начинается выпуск ставших впоследствии традиционными сервизов «Mary Anne» и «Sabina».
В ноябре 1992 года мануфактура, выкупленная компанией Leander 1946 s.r.o., меняет название на Leander. В производстве начинает использоваться декорирование фарфоровых изделий драгоценными металлами. В 2007 году мануфактура была продана чешскому холдингу CS Investment, а в 2010 году  получила назад историческое имя Rudolf Kämpf. В 2008 году было проведено полное техническое переоснащение фабрики, вновь ставшей одной из самых развитых в стране.

## Современность
В отличие от многих других производителей, перешедших на поточные методы с использованием автоматики, Rudolf Kämpf и в XXI веке продолжает создавать небольшие серии и индивидуальные изделия ручной работы, представляющие интерес для коллекционеров.
Доступ к аутентичному сырью позволяет фирме продолжать производить твердый фарфор, который по таким качествам, как крепость, устойчивость к температурам и кислотам, прозрачность и чистый звон, выгодно отличается от костяного фарфора, производимого многими фарфоровыми фабриками Европы из-за нехватки сырья или с целью удешевления себестоимости.
Rudolf Kämpf производит фарфор под 3 торговыми марками:
- Rudolf Kämpf — эксклюзивный фарфор класса «люкс» ручной работы
- Leander — фарфор промышленного производства массового потребления
- Leander HoReCa — фарфор для отелей, ресторанов и индустрии сервиса

Одновременно фабрика производит эксклюзивную продукцию с ручной росписью по специальным заказам.

## Коллекции
- Старинные медальоны (Antique Medallions). Дизайн сервиза разработан в 1995 году. Образцами для дизайна послужили мировые памятники архитектуры и культуры. Предметы сервиза расписываются вручную под слоновую кость, что придаёт посуде старинный вид. При раскраске используется 18-каратное золото. Ручное изготовление каждого сервиза занимает около 4 месяцев, а особенности распределения труда между художниками, занятыми на его производстве, в год может быть изготовлено не более четырёх сервизов этой серии.
- Дали. Авторы коллекции создали её дизайн под влиянием сюрреалистических образов Сальвадора Дали. При внимательном рассмотрении можно уловить сходство текучих, изменчивых контуров сервиза с картиной Дали «Лебеди, отражающиеся в слонах». При создании сервиза используются эффекты светоотражения, создающие ощущение кружева, предметы сервиза декорированы 18-каратным матовым золотом.
- Древний Египет. Дизайн разработан в начале 2008 года и подражает древнеегипетскому искусству. Предметы сервиза символизируют папирус — один из самых известных символов древнего Египта. Сервиз изготовляется в разных цветовых гаммах, в том числе чистое 24-каратное матовое золото, напоминающее о древней металлической посуде, зеленовато-красная гамма, подражающая цветам древнеегипетской живописи, и особая матрица под драгоценные металлы, имитирующая антикварный фарфор.
- Великие святыни ислама. Коллекция выпущена в начале 2009 года и включает серии, посвящённые культуре десяти стран, где расположены самые известные памятники мусульманской архитектуры: Афганистан, Египет, Иерусалим, Ирак, Иран, Марокко, Саудовская Аравия, Сирия и Турция. В каждый сервиз, рассчитанный на шесть персон, входит 15 предметов, а также два декоративных медальона с изображениями мечетей. Каждый сервиз украшен орнаментами и национальными декоративными элементамив соответствии со страной, которую представляет; для декорирования сервизов использованы драгоценные металлы, включая золото и платину 999 пробы. Количество выпущенных сервизов — 500 для каждой серии[1].
- Розы и ленты. Работа над дизайном этой новой коллекции, которую фирма Rudolf Kämpf вела совместно с итальянской компанией Savio Firmino, была завершена в 2010 году. Коллекция была впервые представлена на выставке мебели и интерьера I-Saloni в Милане в апреле 2010 года. В дизайне использован классический элемент декора мебели Savio Firmino – «роза и ленты». В коллекцию входят столовый, чайный и кофейный сервизы, украшаемые, по выбору заказчика, золотым или платиновым орнаментом[2].

## Владельцы продукции фирмы
- Билл Клинтон: в 1994 году во время визита Клинтона в Чехию из списка подарков, которые предлагалось вручить американскому президенту, были отобраны два — саксофон, на котором он сыграл с президентом Чехии Вацлавом Гавелом и ваза Rudolf Kämpf ручной работы

- Вацлав Гавел: в 1996 году Гавелу была вручена ваза ручной работы Krater с изображениями, посвящёнными истории Карловых Вар
- Харальд V, король Норвегии: в 1997 году в ходе визита короля на фабрику Rudolf Kämpf ему была подарена декорированная кобальтом ваза с изображением королевского вензеля и портретом самого Харальда и его супруги Сони
- Иоанн Павел II: в 1998 году на торжественном приёме в честь Чешской республики в Ватикане римскому папе была преподнесена ваза ручной работы фирмы Rudolf Kämpf с его эмблемой
- Музей Армии Дома инвалидов (Париж): в 2008 году в дар музею была передана ваза Rudolf Kämpf ручной работы с изображением Наполеона. Подарок принял директор музея Робер Бресс
- Масуд Барзани: в 2009 году президенту Иракского Курдистана послом Чехии в Ираке были вручены чайный сервиз из коллекции «Великие святыни ислама» и блюдо с портретом самого Барзани[3]
- Пьер Карден: в 2009 году знаменитый модельер в день своего 87-летия получил от мануфактуры Rudolf Kämpf фарфоровую вазу из коллекции «Designers», изготовленную специально для него в единственном экземпляре[4]
- Нурсултан Назарбаев: в 2010 году к 70-летнему юбилею президента Казахстана мануфактура для него был изготовлен в единственном экземпляре столовый сервиз ручной работы на 24 персоны, в дизайне которого сочетаются европейские и казахские культурно-исторические традиции
- Марина Голуб, Юрий Соломин, Олег Табаков, Вера Васильева, Владимир Этуш, Лия Ахеджакова, Мария МироноваЕвгений Миронов, Инна Чурикова: лауреаты ежегодной российской премии зрительских симпатий «Звезда Театрала» получают фарфоровую статуэтку итальянского дизайнера Фабрицио Сманиа. Статуэтки изготовляются специально для церемонии вручения премий на мануфактуре Rudolf Kämpf[5].